# Лидовка (Малинский район)
Лидовка (укр. Лідівка) — село на Украине, находится в Малинском районе Житомирской области.
Код КОАТУУ — 1823482804. Население по переписи 2001 года составляет 7 человек. Почтовый индекс — 11640. Телефонный код — 4133. Занимает площадь 0,503 км².

## Адрес местного совета
11640, Житомирская область, Малинский р-н, с. Головки